# Like..?
Like..? es el extended play (EP) debut de la rapera estadounidense Ice Spice. Fue lanzado el 20 de enero de 2023 a través de 10K Projects, Dolo Entertaiment y Capitol Records, y fue anunciado sólo horas antes de su lanzamiento. Su colaborador habitual RiotUSA ha sido el productor ejecutivo del EP. El EP fue precedido por los sencillos "Munch (Feelin' U)", "Bikini Bottom", y "In Ha Mood".  La canción "Gangsta Boo", con Lil Tjay, fue la primera canción de Ice Spice en entrar en el Billboard Hot 100 en el número 82, mientras que "In Ha Mood" alcanzó el número 58 de la lista.
El 19 de abril de 2023, Ice Spice lanzó una edición extra de Like..?, que incluía una remezcla de "Princess Diana" con la rapera Nicki Minaj. La remezcla alcanzó el número cuatro en la lista Billboard Hot 100 y fue el segundo top ten de Ice Spice en dicha lista. El 21 de julio de 2023 salió a la venta una edición de lujo de Like..?. La edición de lujo fue apoyada por el sencillo "Deli", que alcanzó el número 41 en la lista Billboard Hot 100, su entrada más alta en solitario.

## Rendimiento comercial
Like...? debutó en el número 37 de la lista estadounidense Billboard 200 con 15.000 unidades equivalentes a un álbum. El EP alcanzó más tarde un nuevo pico en el número 15, así como en el número 5 de la lista Top R&B/Hip-Hop Albums tras el lanzamiento de la remezcla de Princess Diana.

## Lista de Canciones
Todas las canciones escritas y compuestas por Ice Spice and RiotUSA, excepto donde se anota.. 
| Like..? track listing |                              |             |          |  |
| N.º                   | Título                       | Producer(s) | Duración |  |
| 1.                    | «In Ha Mood»                 | RiotUSA     | 2:09     |  |
| 2.                    | «Princess Diana»             | RiotUSA     | 2:34     |  |
| 3.                    | «Gangsta Boo» (con Lil Tjay) | RiotUSA     | 2:39     |  |
| 4.                    | «Actin a Smoochie»           | RiotUSA     | 2:13     |  |
| 5.                    | «Bikini Bottom»              | RiotUSA     | 1:46     |  |
| 6.                    | «Munch (Feelin' U)»          | RiotUSA     | 1:44     |  |
| 13:08                 |                              |             |          |  |

| Like..? – April 2023 re-release |                                    |          |          |  |
| N.º                             | Título                             | Producer | Duración |  |
| 3.                              | «Princess Diana» (con Nicki Minaj) | RiotUSA  | 2:52     |  |
| 4.                              | «Gangsta Boo» (con Lil Tjay)       | RiotUSA  | 2:39     |  |
| 5.                              | «Actin a Smoochie»                 | RiotUSA  | 2:13     |  |
| 6.                              | «Bikini Bottom»                    | RiotUSA  | 1:46     |  |
| 7.                              | «Munch (Feelin' U)»                | RiotUSA  | 1:44     |  |
| 16:01                           |                                    |          |          |  |

| Like..? – Deluxe edition |                                    |             |          |  |
| N.º                      | Título                             | Producer(s) | Duración |  |
| 1.                       | «How High?»                        | RiotUSA     | 2:10     |  |
| 2.                       | «Butterfly Ku»                     | RiotUSA     | 1:52     |  |
| 3.                       | «Deli»                             | RiotUSA     | 2:07     |  |
| 4.                       | «In Ha Mood»                       | RiotUSA     | 2:09     |  |
| 5.                       | «Princess Diana» (con Nicki Minaj) | RiotUSA     | 2:52     |  |
| 6.                       | «Princess Diana»                   | RiotUSA     | 2:34     |  |
| 7.                       | «Gangsta Boo» (con Lil Tjay)       | RiotUSA     | 2:39     |  |
| 8.                       | «Actin a Smoochie»                 | RiotUSA     | 2:13     |  |
| 9.                       | «Bikini Bottom»                    | RiotUSA     | 1:46     |  |
| 10.                      | «Munch (Feelin' U)»                | RiotUSA     | 1:44     |  |
| 11.                      | «On the Radar»                     |             | 2:05     |  |
| 22:07                    |                                    |             |          |  |

## Personal
- Ice Spice - voz rap
- Dayron Hammond - mezcla, ingeniería
- Chris Athens - masterización (pistas 1-4, 6)
- RiotUSA - grabación (1-4, 6)
- Harrison Holmes - asistencia en la masterización (1-4, 6)
- Lil Tjay - voz rap (3)
- Nicki Minaj - voz rap (7)
- Colin Leonard - masterización (5)
- Hafeez Yussuf - grabación (5)

## Charts
| Chart (2023)                                   | Peak position |
| ---------------------------------------------- | ------------- |
| Australia Australian Hip Hop/R&B Albums (ARIA) | 40            |
| Australia Australian Hitseekers Albums (ARIA)  | 1             |
| Canadá (Billboard Canadian Albums)             | 42            |
| Francia (SNEP)                                 | 175           |
| Lituania (AGATA)                               | 45            |
| Nueva Zelanda (RMNZ)                           | 21            |
| Estados Unidos (Billboard 200)                 | 15            |
| Estados Unidos (Top R&B/Hip-Hop Albums)        | 5             |

## Historial de Lanzamiento
| Región | Fecha                 | Formato(s)                  | Edición  | Discográfica       | Ref.   |
| ------ | --------------------- | --------------------------- | -------- | ------------------ | ------ |
| Varios | 20 de enero de 2023   | Descarga digital, streaming | Standard | 10K, Capitol, Dolo | [ 14 ] |
| Varios | 23 de junio de 2023   | LP                          | Standard | 10K, Capitol, Dolo |        |
| Varios | 21 de julio de 2023   | Descarga digital, streaming | Deluxe   | 10K, Capitol, Dolo | [ 15 ] |
| Varios | 27 de octubre de 2023 | LP                          | Deluxe   | 10K, Capitol, Dolo |        |